# دنیل کارلسن (راننده رالی)
دنیل کارلسن (انگلیسی: Daniel Carlsson؛ زادهٔ ۲۹ ژوئن ۱۹۷۶) راننده رالی اهل سوئد است.